# Erdialdea
Die Comarca Erdialdea ist eine der 14 Comarcas in der autonomen Gemeinschaft Navarra.
Die im Südosten gelegene Comarca umfasst 19 Gemeinden auf einer Fläche von 947,74 km².

## Gemeinden
| Gemeinde          | Einwohner (2024) | Fläche km² | Dichte Einw./km² | Cod INE | Postleitzahl |
| ----------------- | ---------------- | ---------- | ---------------- | ------- | ------------ |
| Barásoain         | 594              | 13,94      | 43               | 31045   | 31395        |
| Beire             | 288              | 22,25      | 13               | 31051   | 31393        |
| Caparroso         | 2.861            | 80,80      | 35               | 31065   | 31380        |
| Carcastillo       | 2.411            | 97,00      | 25               | 31067   | 31310        |
| Garínoain         | 526              | 10,52      | 50               | 31114   | 31395        |
| Leoz/Leotz        | 210              | 95,50      | 2                | 31150   | 31395        |
| Mélida            | 732              | 26,11      | 28               | 31164   | 31382        |
| Murillo el Cuende | 712              | 58,72      | 12               | 31178   | 31391        |
| Murillo el Fruto  | 664              | 33,79      | 20               | 31179   | 31313        |
| Olite/Erriberri   | 4.087            | 84,16      | 49               | 31191   | 31390        |
| Olóriz/Oloritz    | 215              | 40,72      | 5                | 31192   | 31396        |
| Orísoain          | 72               | 7,20       | 10               | 31197   | 31395        |
| Pitillas          | 529              | 42,38      | 12               | 31205   | 31392        |
| Pueyo/Puiu        | 361              | 21,04      | 17               | 31207   | 31394        |
| San Martín de Unx | 364              | 50,17      | 7                | 31217   | 31495        |
| Santacara         | 858              | 33,96      | 25               | 31220   | 31314        |
| Tafalla           | 10.778           | 98,08      | 110              | 31227   | 31300        |
| Ujué/Uxue         | 172              | 112,12     | 2                | 31235   | 31496        |
| Unzué/Untzue      | 165              | 18,88      | 9                | 31238   | 31396        |
| Comarca Erdialdea | 26.599           | 947,74     | 28               | –       | –            |

Auf dem Gebiet der Comarca befinden sich noch die folgenden drei gemeindefreien Gebiete (Comunidades) auf einer Gesamtfläche von 0,40 km²:
| Comunidad    | Fläche   |
| ------------ | -------- |
| Facería 106: | 0,05 km² |
| Facería 107: | 0,03 km² |
| Facería 108: | 0,32 km² |